# Vojenský hřbitov (Náchod)
Vojenský hřbitov v Náchodě se nachází 900 metrů západně od náchodského zámku v ulici Alej Kateřiny Zaháňské. Má rozlohu 577 m² a je chráněn jako nemovitá Kulturní památka České republiky.

## Historie

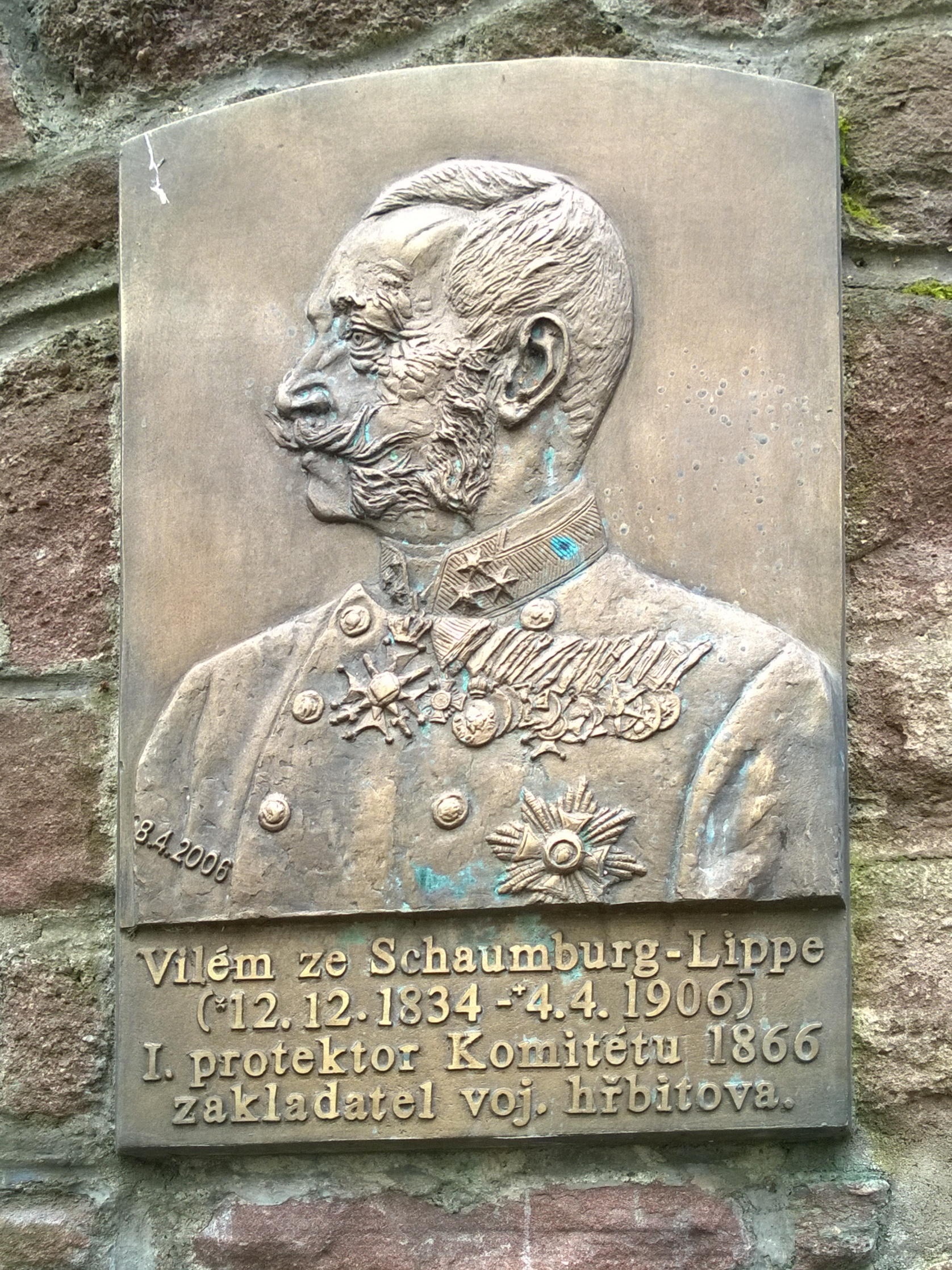
Deska Viléma ze Schaumburg-Lippe

Hřbitov byl založen roku 1867 na západním okraji zámeckého parku v aleji na místě staršího pohřebiště s ostatky vojáků zemřelých roku 1762 za sedmileté války. Založila jej rodina majitele náchodského zámku Viléma prince ze Schaumburg-Lippe (1834–1906) a upravila do podoby romantické zříceniny kostela s použitím kamene ze zbořené zámecké sýpky. Slavnostní vysvěcení proběhlo 26. června 1870.
Při Prusko-rakouské válce roku 1866 obsadili Prusové Náchod a zřídili na zámku vojenský lazaret pro zraněné vojáky obou válčících stran. Zemřelí z lazaretu byli pohřbíváni na nově založeném hřbitově – 20 důstojníků, jejichž jména jsou na pomnících a deskách zasazených do hřbitovní zdi, a přibližně 200 vojáků v hromadných hrobech označených litinovými kříži. Hrob vojáků ze sedmileté války označuje pískovcový Bílý kříž s německým a českým nápisem. Zakladatel hřbitova generál jízdy Vilém princ ze Schaumburg-Lippe, jeho manželka Bathildis Amalgunde a syn František Josef byli pohřbeni na hřbitově vedle hromadných hrobů vojáků, další členové rodiny pak v dodatečně přistavěné pravé části.
Sto metrů před vojenským hřbitovem byli v průběhu druhé světové války pohřbíváni němečtí vojáci, kteří zemřeli v náchodských lazaretech a v bitvě u Bělovsi 9. května 1945, a německé oběti z náchodského pivovaru z 10. května 1945. Tyto ostatky byly roku 2002 exhumovány a přemístěny na centrální německý vojenský hřbitov v Brně.
Kolem hřbitova vede Naučná stezka Náchod – Vysokov – Václavice 1866.